# NGC 3318
NGC 3318 (другие обозначения — ESO 317-52, MCG -7-22-26, AM 1035-412, IRAS10350-4122, PGC 31533) — галактика в созвездии Паруса.
Этот объект входит в число перечисленных в оригинальной редакции «Нового общего каталога».
В галактике вспыхнула сверхновая SN 2000cl типа IIn, её пиковая видимая звездная величина составила 14,8.
Галактика NGC 3318 входит в состав группы галактик NGC 3318. Помимо NGC 3318 в группу также входят NGC 3250, NGC 3250B, NGC 3250E, NGC 3318B, ESO 317-17, ESO 317-19, ESO 317-21 и ESO 317-23.